# Elektroniska recept
Ett e-recept (elektroniskt recept) är ett recept på läkemedel som skrivs i läkarens dator (och är vanligen integrerat med elektroniska journaler) och överförs via en säker elektronisk förbindelse till en nationell e-receptserver. Bara förskrivaren och apotekspersonalen har tillgång till receptet. Patienten går till vilket apotek som helst i landet, identifierar sig och får köpa sina läkemedel. Patienten kan också be någon annan att hämta medicinen, men ombudet måste då ha fullmakt från patienten.
Recept med flera uttag sparas, med patientens medgivande, elektroniskt i e-receptservern under hela giltighetstiden. Precis som för pappersrecept gäller receptet under ett år om läkaren inte angivit en kortare giltighetstid. Antalet uttag kan vara ett, två, tre eller fyra.
Fördelar med e-recept är ökad säkerhet, att receptförskrivningen blir smidigare, det blir bättre service till patienten och det spar tid.